# Cipura campanulata
Cipura campanulata är en irisväxtart som beskrevs av Pierfelice Ravenna. Cipura campanulata ingår i släktet Cipura och familjen irisväxter. Inga underarter finns listade i Catalogue of Life.